# Indothemis limbata
Indothemis limbata är en trollsländeart. Indothemis limbata ingår i släktet Indothemis och familjen segeltrollsländor. IUCN kategoriserar arten globalt som livskraftig.

## Underarter
Arten delas in i följande underarter:
- I. l. limbata
- I. l. sita